# Protestations étudiantes en Iran de juillet 1999
Les protestations étudiantes en Iran de juillet 1999 (connues sous le nom de "18 Tir" [Hishdah-e Tir] en Iran) font partie des plus violentes protestations en Iran après l'avènement de la République islamique.
Les protestations ont commencé le 9 juillet 1999 (18 Tir de l'année 1378 du calendrier persan), après une manifestation contre la fermeture du journal persan Salaam. Les protestations ont ensuite eu lieu dans les dortoirs des étudiants de l'Université de Téhéran pendant la nuit ; protestations qui ont été très durement réprimées par les Basidj en civil et des militants du groupe Ansar Al-Hezbollah. Plusieurs fanatiques et des officiers de police ont pourchassé les étudiants jusque dans les dortoirs, causant des dommages à la fois sur les manifestants et les locaux. Des émeutes ont continué dans la rue pendant presque une semaine, donnant lieu à de nombreuses arrestations et blessures, causant même la mort d'un étudiant, Ezzat Ebrahim Nejad (seule mort confirmée). Cependant, les mouvements étudiants majeurs et les médias étrangers ont compté 17 morts durant la semaine de protestations. D'autres grandes villes iraniennes comme Tabriz, Mashhad, Shiraz et Esfahan ont aussi connu des scènes de violence. 
Les protestations ont ensuite continué à l'Université de Tabriz le 11 juillet 1999 (20 Tir) et la police et des fanatiques ont fait la même chose aux étudiants de Tabriz qu'à ceux de Téhéran ; ils sont entrés dans l'université (en Iran, les forces armées ne sont pas autorisées légalement à pénétrer dans les universités), et ont brutalisé des étudiants, en tuant au moins deux.